# Perőcsény
Perőcsény is een plaats (község) en gemeente in het Hongaarse comitaat Pest. Perőcsény telt 401 inwoners (2001).